# Río Acarí
Río Acarí – rzeka w południowo-zachodnim Peru. Ma swoje źródło w paśmie Kordyliery Zachodniej i uchodzi do Oceanu Spokojnego. W dolinie rzeki znajdują się pozostałości kultury Nazca. Ma około 215 km długości.